# Ориентализм
Ориентализм (от лат. orientalis — восточный) — направление в развитии западноевропейской культуры Нового времени; в большинстве источников хронологические границы ориенталистского движения определяют XVIII— началом XX веков. В иной формулировке ориентализм — «комплекс явлений общественной и художественной жизни, культурных практик и идеологических установок», соотнесённый с «широким общественно-политическим контекстом эпохи».
Идеология ориентализма в социальной и художественной культуре связана с дихотомией «Запад и Восток». По концепции выдающегося английского историка Арнольда Тойнби, движущей силой этого противостояния является схема «Вызов-и-Ответ», а также «контакты во времени и пространстве».
В области художественной культуры такие контакты формируют не действительный, а воображаемый, идеализированный мир Востока, в частности, в произведениях искусства. Эти контакты могут принимать форму путешествий, отражаемых в путевых записках и книгах (Жерар де Нерваль «Путешествие на Восток», 1843), «письмах», например «Турецких письмах» леди Мэри Уортли-Монтегю (1763), в сборнике «Западно-Восточный диван» Гёте (1819) или «Персидских письмах» Шарля Луи де Монтескьё (1721), а также в виде религиозного паломничества, военных экспедиций, туризма, научных исследований и публикаций, создания иллюстрированных журналов и альманахов, коллекционирования артефактов. Одним из результатов такого многостороннего процесса является использование тем, сюжетов, мотивов и стилевых художественных приёмов восточного искусства в западноевропейской культуре. Во многих подобных случаях используют метафорическое определение «Диалог культур», несмотря на то, что оно лишь частично отражает сложность многообразного взаимодействия различных типов восточных и западных цивилизаций.
В современности же возобладал противоположный вышеуказанному идеалистическому, уничижительный взгляд Запада на Восток — как на постоянно нуждающийся в завоевании и реформировании, — взгляд, порожденный столетиями колониальной практики.

## Стилевые проявления ориентализма в западноевропейском искусстве

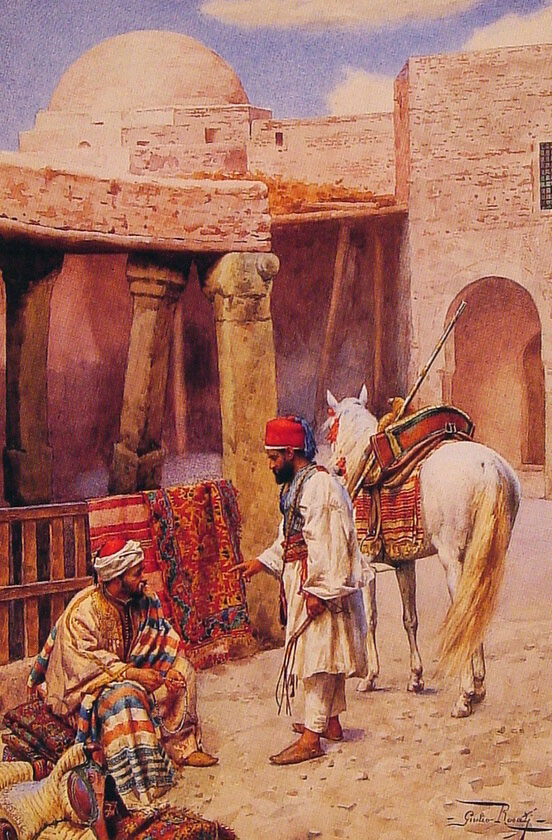
Дж. Розати. Продавец ковров. До 1917. Акварель, частное собрание

До середины XX века в истории искусства отсутствовало чёткое подразделение на различные восточные «стили» и определение их границ, поскольку в предыдущие эпохи не было накоплено достаточного материала: иконографических источников и археологических сведений, отсутствовала общая теория стилевого развития искусства. Поэтому все названия имеют условный конкретно-исторический характер.
Одним из самых ранних источников «восточных стилизаций» было Искусство Древнего Египта. Интерес к нему существовал постоянно: впервые во времена Древнего Рима. В новое время такой интерес проявлялся в формах египтизирующего стиля или «египетских мотивов» в искусстве классицизма, барокко, ампира, стилизаций периодов историзма и модерна.
Апогей «египтизирующего стиля» приходится на конец XVIII — начало XIX веков, когда Египетский поход Наполеона Бонапарта заново открыл Египет для Европы. Египетские мотивы стали неотъемлемой частью стиля ампир. Значительный вклад в развитие ориентализма во Франции внесли иллюстрированные издания «Путешествие по Верхнему и Нижнему Египту» (фр. Voyage dans la basse et la haute Egypte, 10 томов текста и 12 томов гравюр, 1802—1813 и 1818—1828) и 24-томное «Описание Египта» (фр. Description de l’Egypte) Эдм-Франсуа Жомара (1802, переиздания 1810 и 1826). Издания были иллюстрированы гравюрами по рисункам участника Египетского похода, барона Доминик-Виван Денона.
Реалии жизни стран Ближнего и Среднего Востока воспринимались в качестве привлекательных экзотических тем в течение нескольких столетий начиная с эпохи Возрождения. Мотивы архитектуры Древнего Египта смешивали с древнегреческими и древнеримскими формами архитектуры. Например, в гравюрах Дж. Б. Пиранези, картинах Ю. Робера, фантастических проектах мегаломанов Э-Л. Булле и К-Н. Леду.
Романтический ориентализм XIX века формировался в результате контактов европейцев с народами Северной Африки, Турции, Восточного Средиземноморья и других восточных регионов. Этому способствовали французские завоевания Алжира, борьба за независимость Греции, Крымская война 1853—1856 годов и политика европейского колониализма. Из всех восточных стран ближе всего к странам Западной Европы в географическом и культурно-политическом отношениях расположена Турция, поэтому самые разные романтические увлечения восточными стилизациями европейцы на протяжении длительного времени связывали с «турецким стилем».
Турецкий стиль, или тюркри (фр. style turc, à la turque, turquerie), — условные названия отдельных стилизаций, а также одного из неостилей в периоды рококо середины XVIII века и историзма XIX века в различных видах искусства: архитектуре, живописи, графике, декоративно-прикладном искусстве, оформлении жилого интерьера, в одежде, в литературе и музыке.
На протяжении всего XVIII века, сначала в период французского Регентства, затем рококо, а также во второй половине столетия, в период классицизма, и позднее, в романтический период рубежа XVIII—XIX веков наряду с шинуазри («китайщиной»), сенжери («обезьяньим стилем»), «мавританским стилем», формируется стиль, получивший наименование на французский манер «тюркри». В 1781 году В. А. Моцарт написал зингшпиль «Похищение из сераля» на шуточный «турецкий сюжет» (либретто И. Г. Штефани), а одну из своих сонат ля мажор для фортепиано назвал «Á la Turc». В жанре «тюркри» работали многие живописцы, рисовальщики и гравёры французского и немецкого рококо: Ф. Буше, П.-С. Доманшен, Ж.-Э. Лиотар, Ж.-Б. Пильман.
В 1819 году был опубликован сборник «Западно-Восточный диван» И. В. Гёте. Ж.-О. Д. Энгр в 1862—1863 годах написал одну из последних своих картин «Турецкая баня» (фр. Le bain turc). Стиль «тюркри» успешно сосуществовал с французским ампиром начала XIX века, немецко-австрийским бидермайером, а затем с вторым ампиром и неорококо.
Мода на шинуазри и японизм возникла ещё в XVIII веке и продолжалась на протяжении XIX и XX веков. Другим «восточным стилем» либо, как минимум, развивавшимся под влиянием искусства стран Востока, был так называемый пикчуреск, а также индо-сарацинский стиль основанный на подражании храмовым постройкам Индии.
На переосмыслении и смешении архитектурных приёмов испанского, португальского, мавританского и исламского средневекового зодчества, в особенности стиля мудехар, основан неомавританский стиль.

### Архитектура
В архитектуре ориентализм в наибольшей степени проявился в постройках периода историзма XIX века, когда архитекторы стали использовать ближневосточные, индийские архитектурные мотивы (например, Королевский павильон в Брайтоне 1815—1823 годов архитектора Джона Нэша). В это время рождались неостили, основанные на восточном искусстве: неомавританский, египтизирующий, индо-сарацинский стили.
В России интерес к восточной экзотике был связан с длительным периодом русско-турецких (1768—1774, 1771, 1787—1791, 1828—1829), а затем и кавказских войн (1831—1864). В парке Царского села близ Санкт-Петербурга императрица Екатерина II с Камероновой галереи рассматривала «турецкий берег» на противоположной стороне Большого пруда. На берегу пруда по проекту Ч. Камерона построили «турецкую палатку». Позднее, в начале XIX века, «турецкую беседку» проектировал К. И. Росси, но его проект был отклонён императором Николаем I. В 1850—1853 годах архитектор И. А. Монигетти, вернувшийся из путешествия в Стамбул, построил на берегу Царскосельского пруда павильон «Турецкая баня» в виде мечети с минаретом и с использованием беломраморных деталей, вывезенных во время войны из турецкой бани в Румелии I. Над входом в павильон по всем правилом исламской архитектуры устроили михраб. Интерьер был украшен мавританской мозаикой и кружевной резьбой. Примечательно, что Турецкую баню также именовали «готической», «китайской беседкой», а то и «мавританским павильоном». Такое смешение названий характерно для периода историзма, когда прототипы исторических стилизаций ещё не были достаточно дифференцированы (интерьер был разрушен, восстановлен в 2006—2009 годах).
В «турецком стиле» оформляли причудливые интерьеры гостиных и курительных комнат с «мавританскими» орнаментами, резной мебелью, восточными коврами и коллекциями восточного оружия на стенах, маленькими столиками инкрустированными арабскими узорами, пальмами в кадках. Хозяин принимал гостей, облачившись в восточный халат, с кальяном или длинным чубуком. Ванные комнаты также непременно стилизовали под восточные серали с бассейнами и фонтанами. Характерный пример: Ванная в Зимнем дворце в «мавританском» (или «турецком») стиле архитектора А. П. Брюллова (1838—1839, интерьер не сохранился).
В XX веке ориентальные мотивы продолжают использоваться в архитектуре модерна, в стилях ар-нуво и ар-деко. Например, в оформлении «Павлиньей комнаты» Джеймсом Уистлером.
Известные архитекторы того времени:
- Шарль Персье и Пьер Франсуа Леонар Фонтен во Франции,
- Эдвард Блор, П. Ф. Робинсон, Джек Эйтчисон в Великобритании,
- Воронихин Андрей Никифорович, Менелас Адам Адамович в России,
- Готфрид Земпер, Карл Фридрих Шинкель (оформление оперы «Волшебная флейта» В. А. Моцарта в 1816) в Германии.

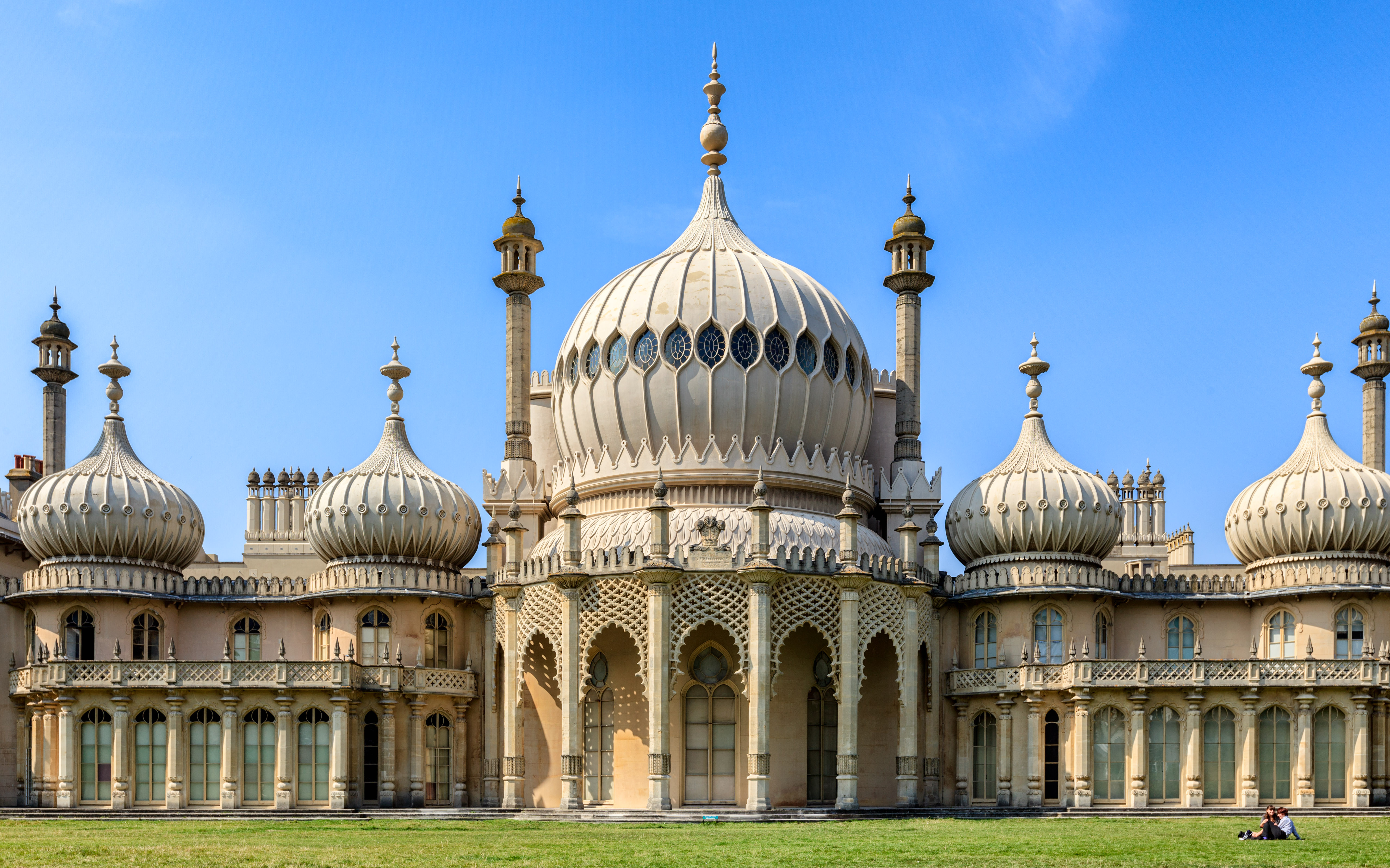
Королевский павильон в индо-сарацинском стиле, или стиле пикчуреск. 1815—1822. Архитектор Дж. Нэш. Брайтон, Великобритания
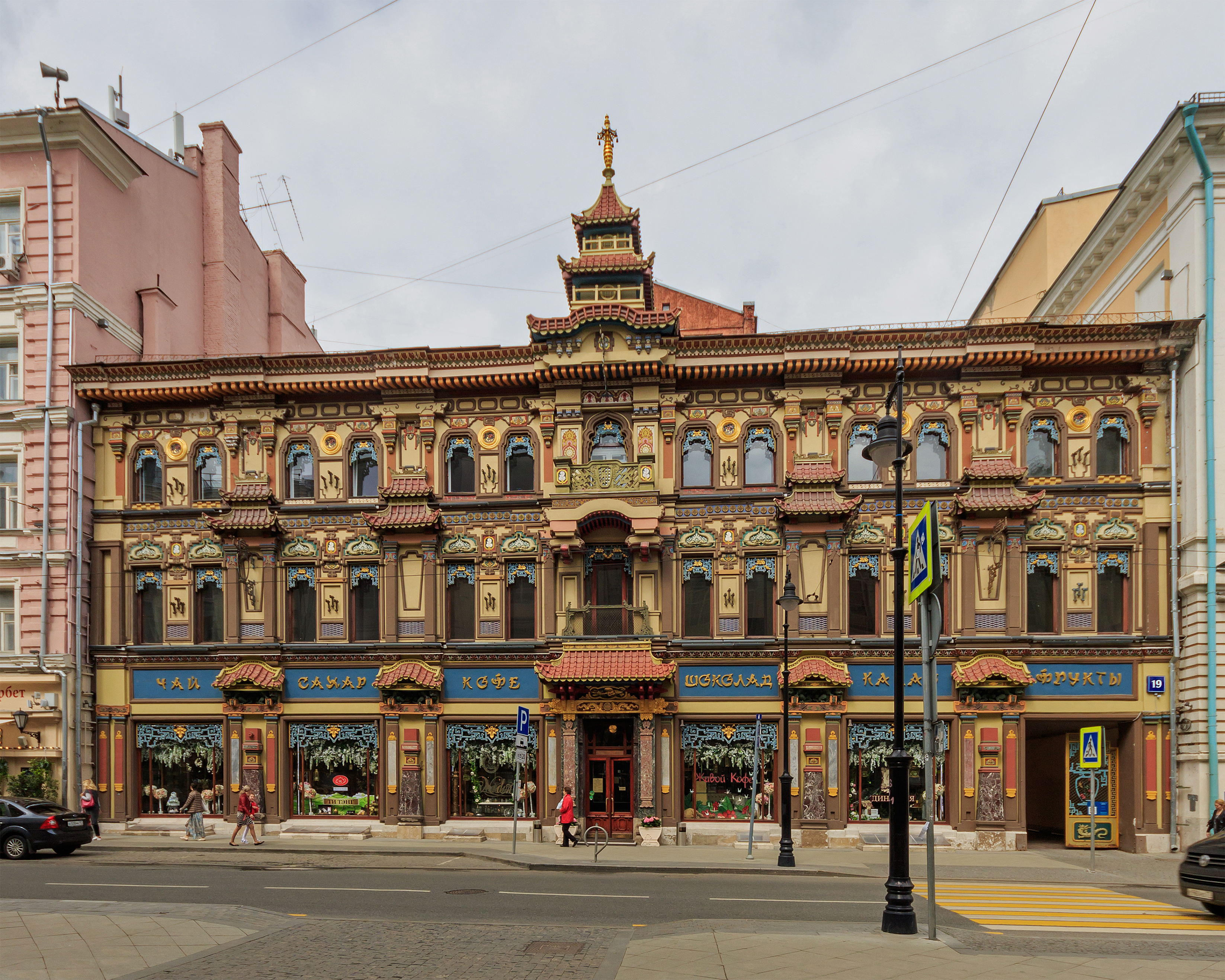
Чайный дом Перлова на Мясницкой улице в Москве в стиле шинуазри. 1893. Архитектор Р. Клейн
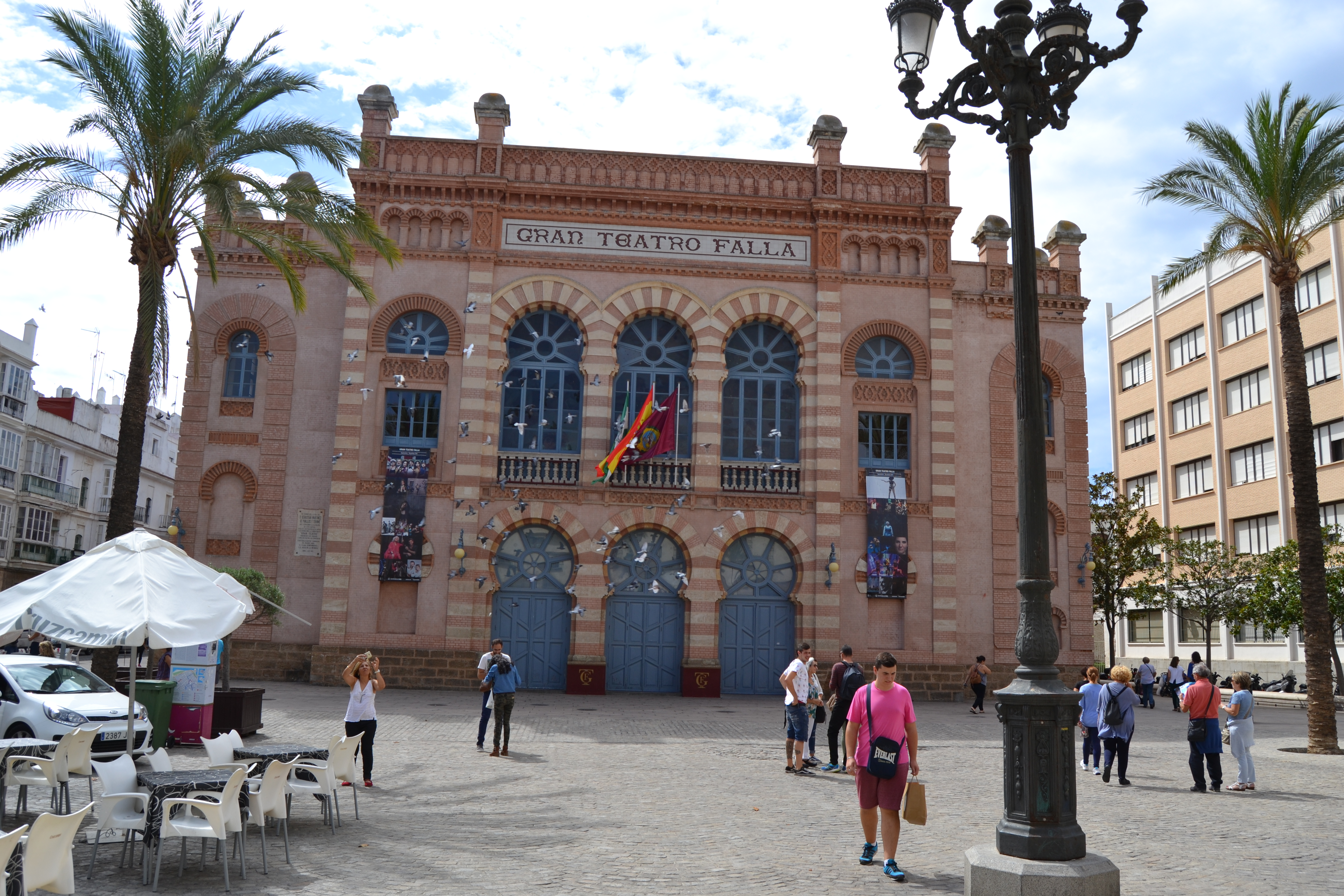
Гран Театро Фалья в неомавританском стиле. 1884-1905. Архитектор А. М. де Лос Риос. Кадис, Испания
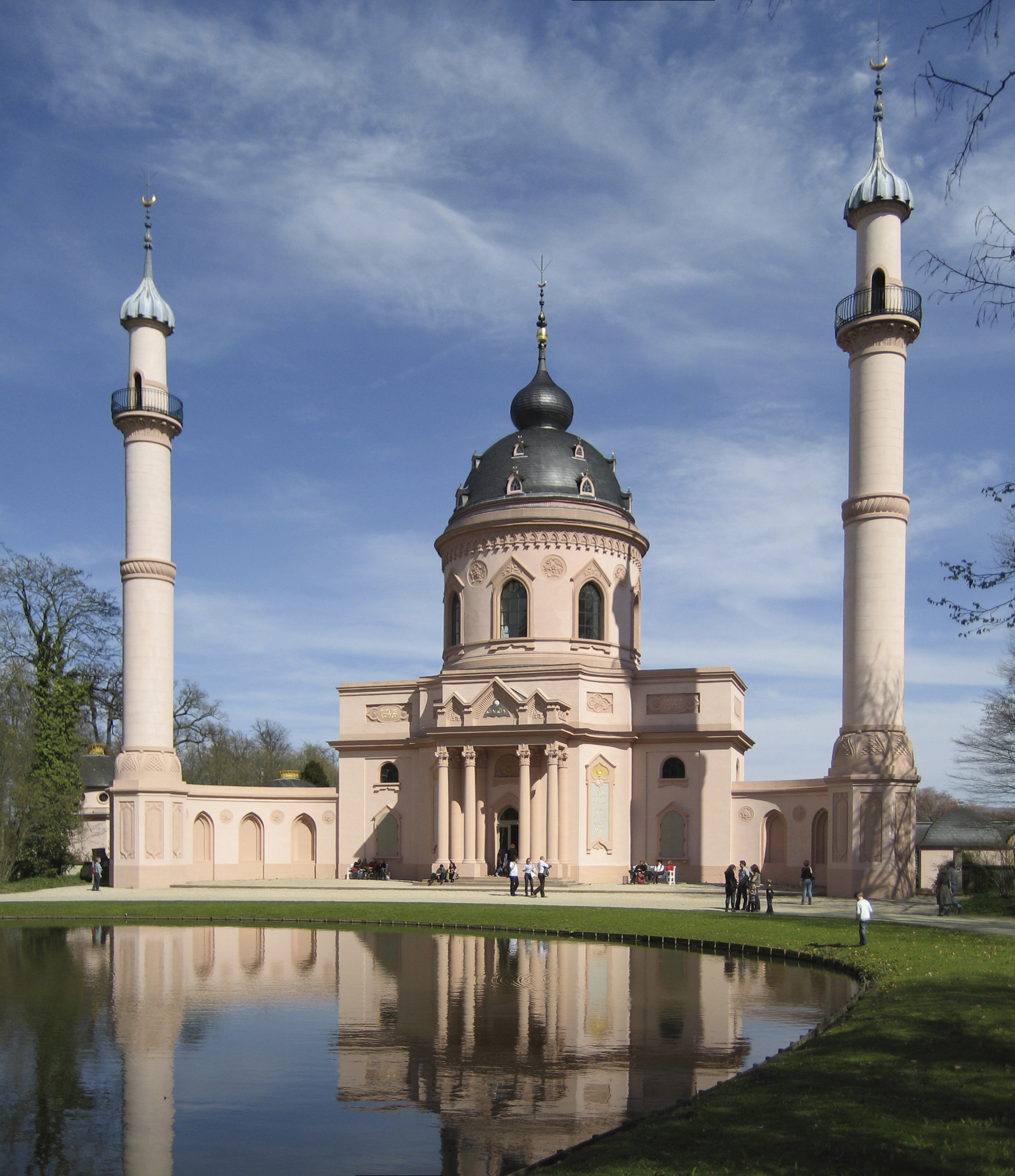
Красная мечеть. 1796. Шветцингенский дворец. Баден-Вюртемберг, Германия

### Изобразительное искусство
В изобразительном искусстве ориентализм связан с обращением к историческим событиям, литературным сюжетам, жизни и быту народов Ближнего и Среднего Востока, а также с использованием отдельных стилистических приёмов восточного искусства. Библейские сюжеты изображаются в восточных декорациях с достоверной передачей костюмов, пейзажей, этнических типов (гравюры Гюстава Доре, картины Гюстава Моро, В. Д. Поленова и других художников). Особый интерес художников вызывали такие явления восточной жизни, как бани и гаремы, где мнимая этнография становилась предлогом для проявления эротики (картины Жана Энгра, Теодора Шассерио, Дж. Ф. Льюиса, Лоуренса Альма-Тадемы), также рынки, образы бедуинов и янычар (картины Эмиля Верне), непривычные для европейского глаза мотивы (пейзажи пустынь, исламская архитектура). Сцены в «помпейских домах» изображали живописцы «помпейского стиля»: Александр Кабанель, Уильям Бугро, Шарль Барг, Луиджи Муссини, Лоуренс Альма-Тадема, Степан Бакалович, Гюстав Буланже, Жозеф Куман.

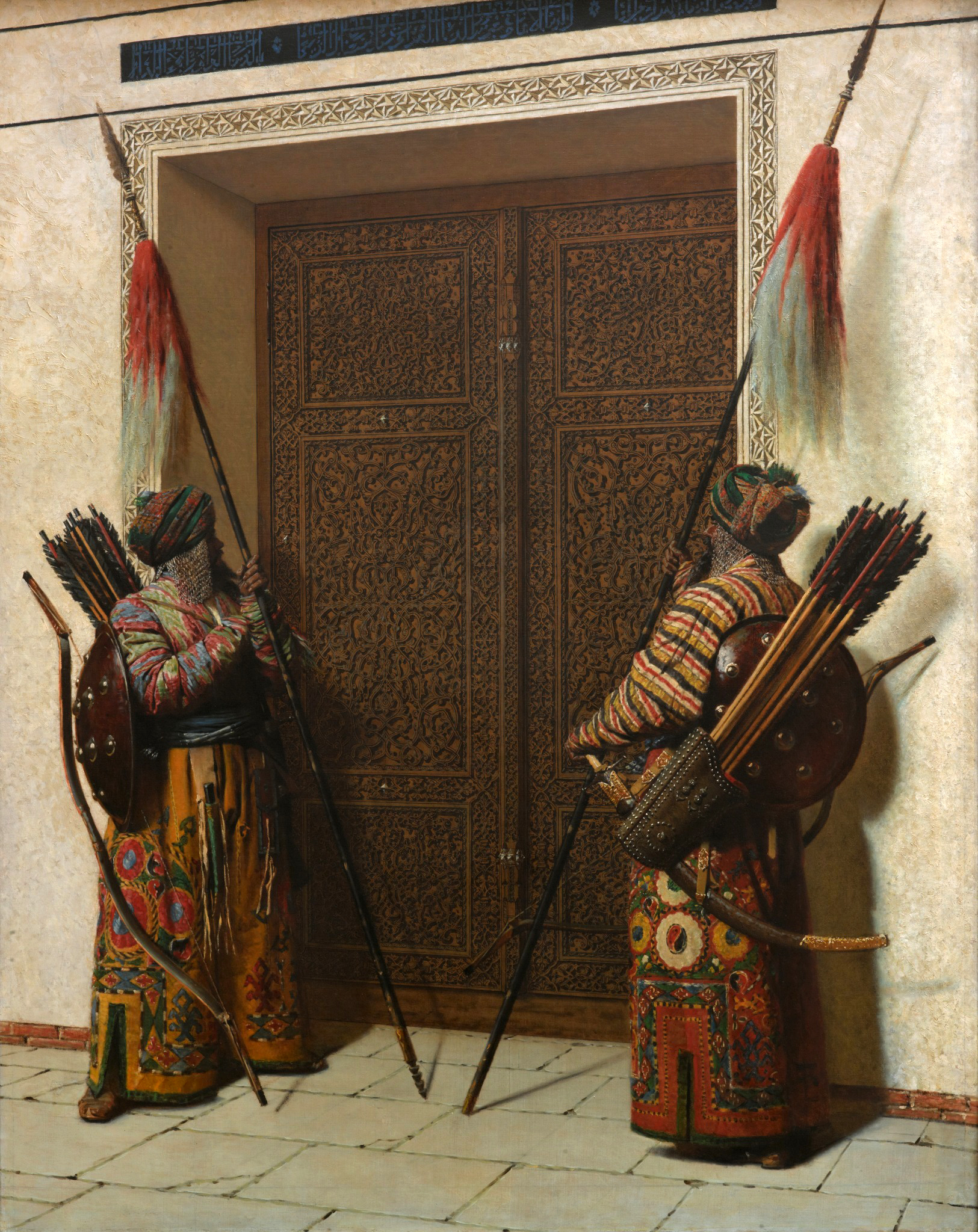
В. В. Верещагин. Двери Тамерлана. 1872. Холст, масло. Москва, Третьяковская галерея
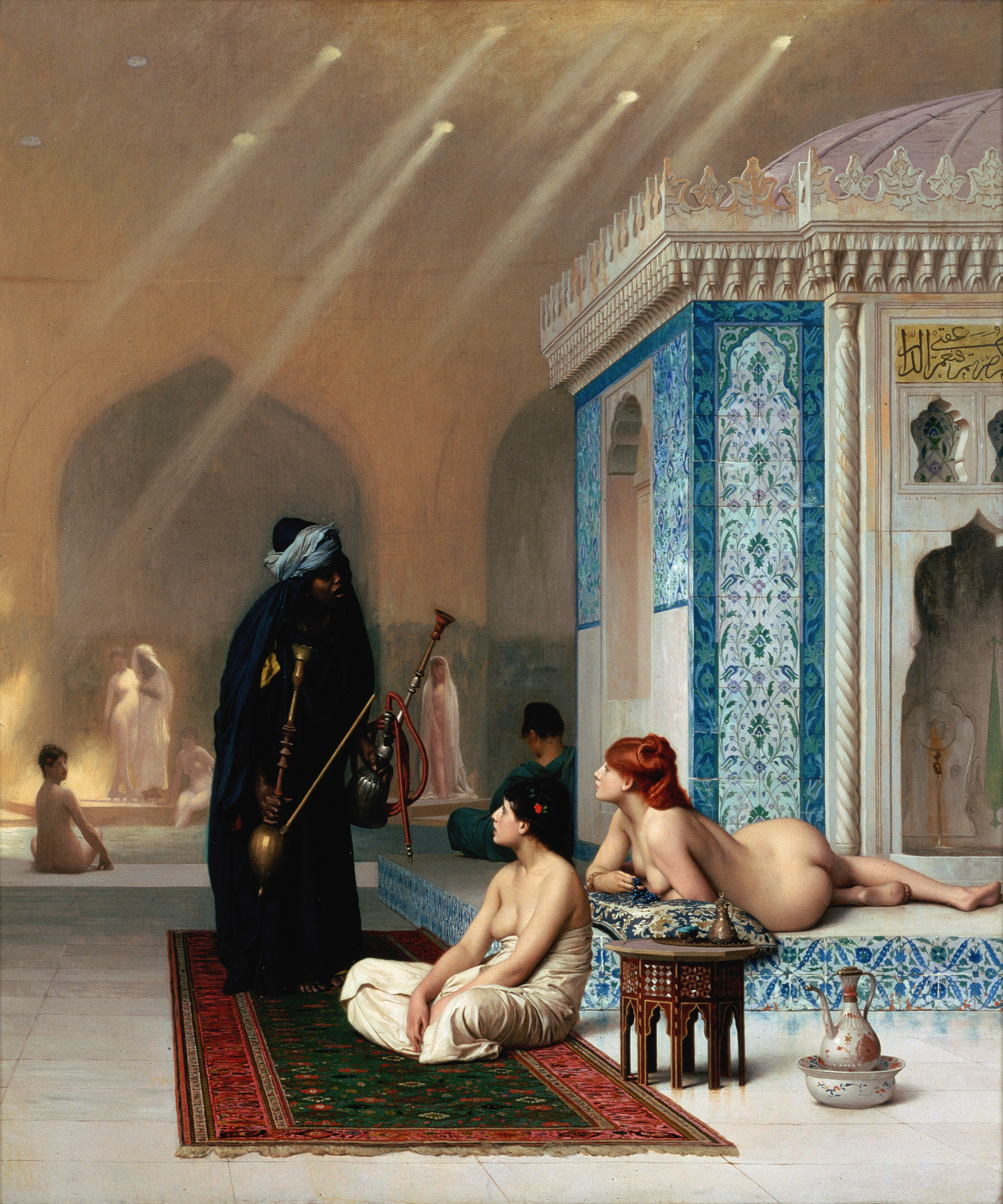
Ж.-Л. Жером. Бассейн в гареме. Ок. 1876. Холст, масло. Санкт-Петербург, Эрмитаж
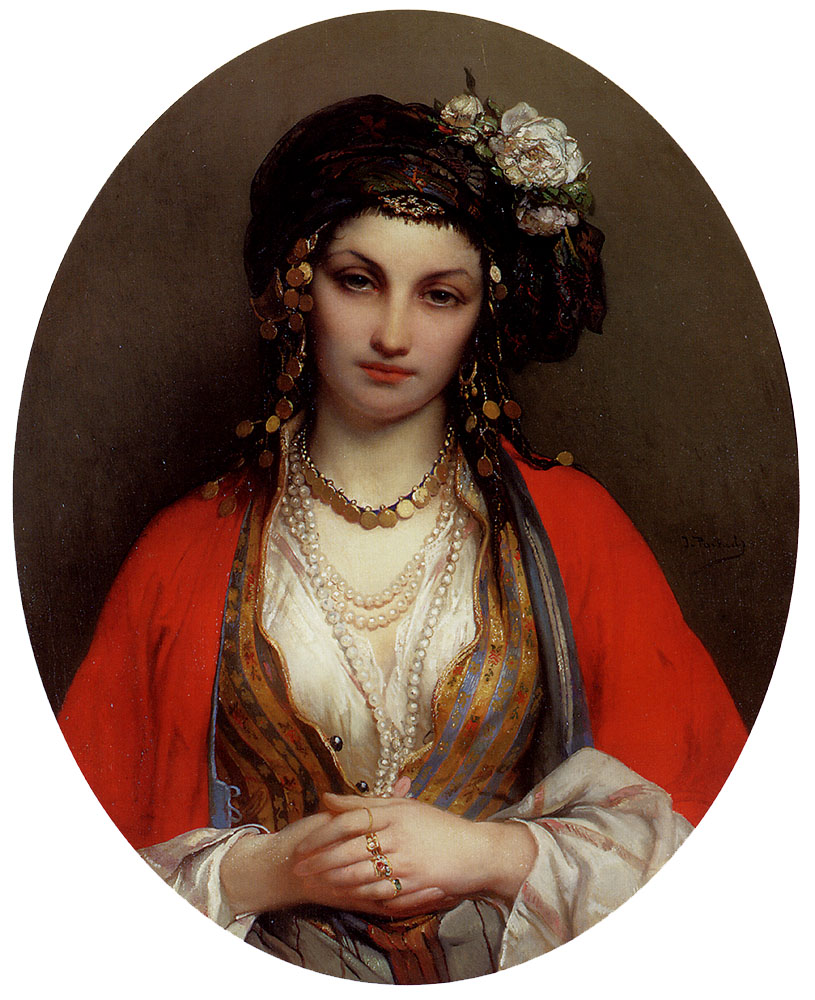
Ж.-Ф. Портальс. Восточная красота. После 1877.
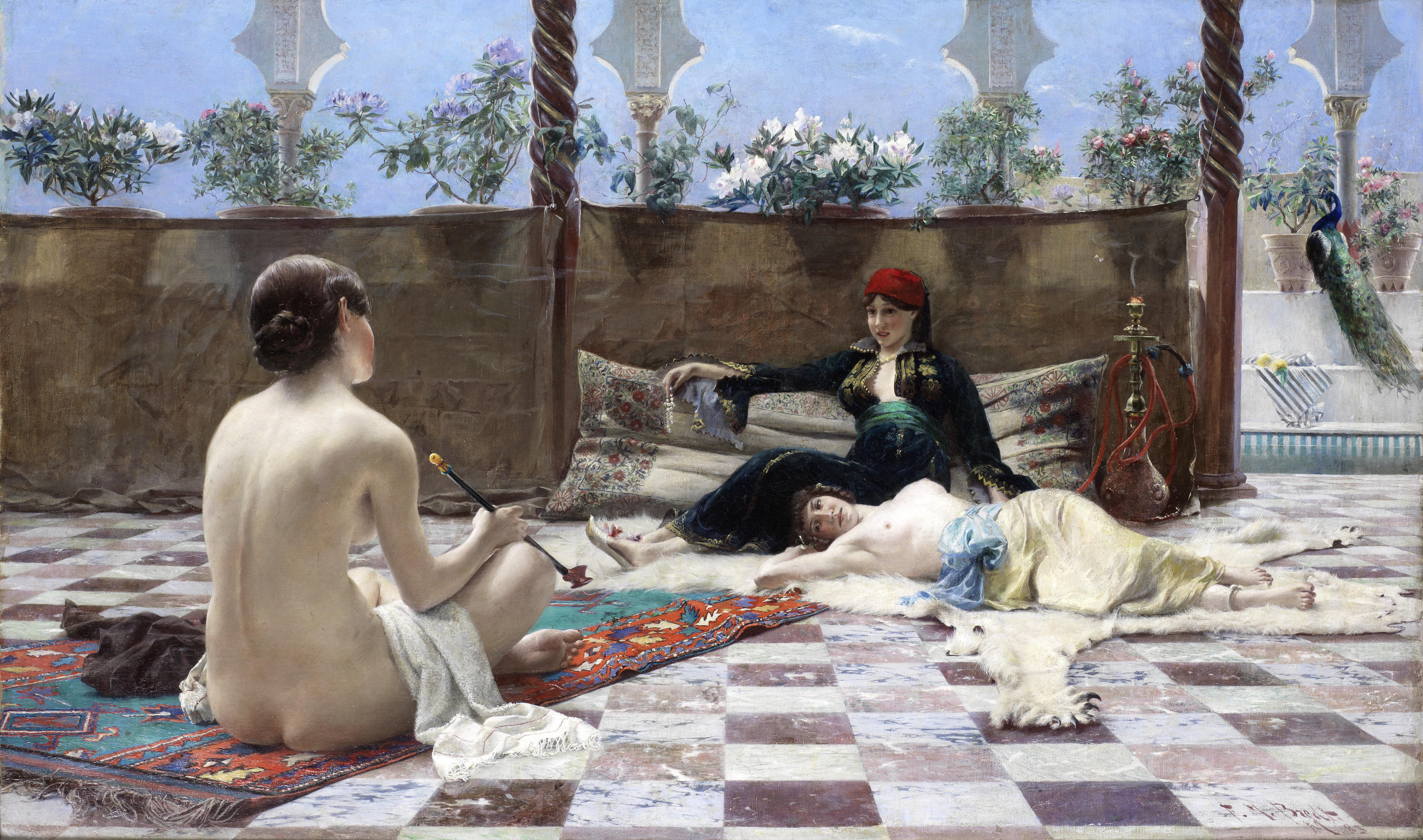
Ф. М. Бредт. Турчанки в гареме. 1893. Холст, масло. Частное собрание
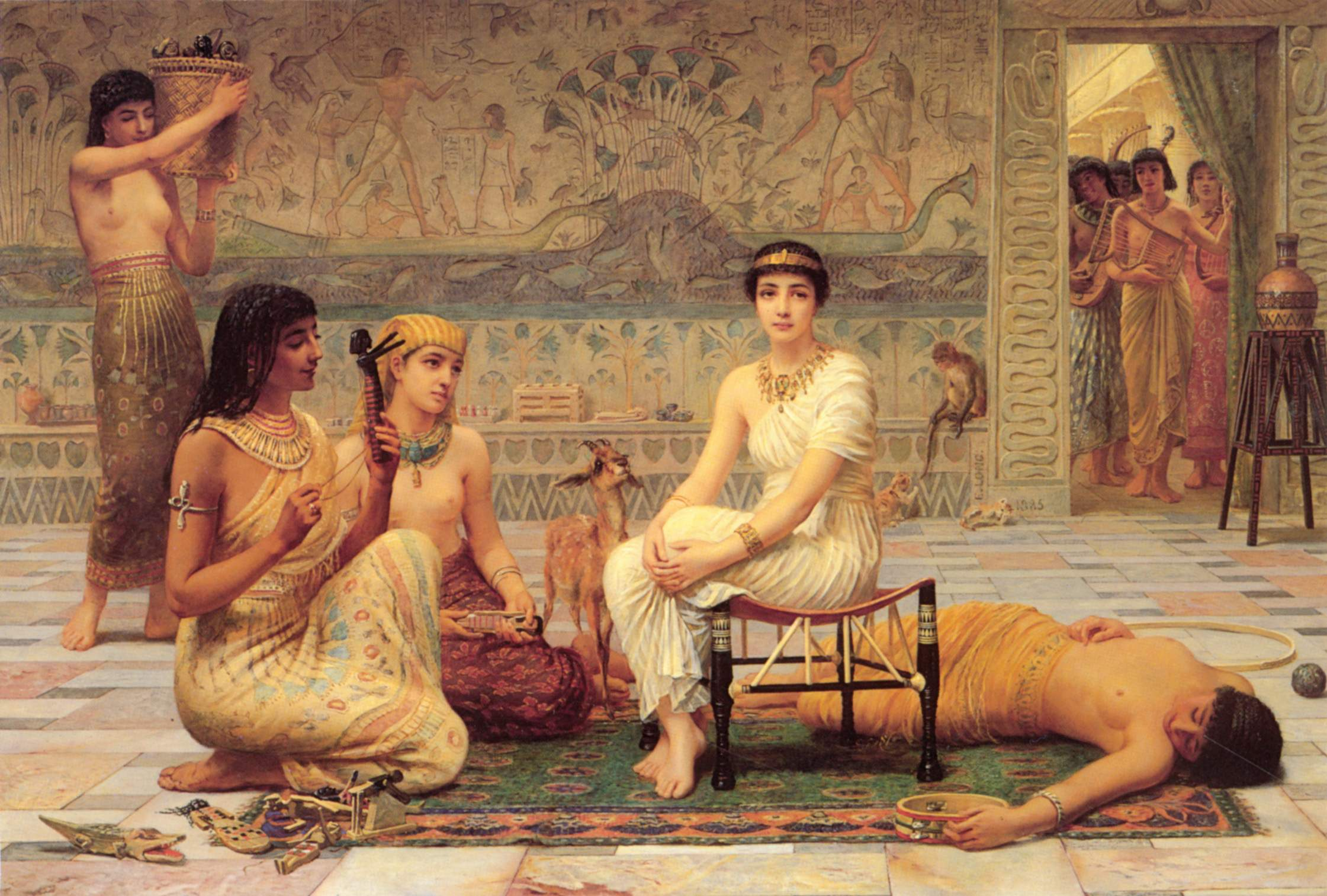
Э. Лонг. Муки любви. 1885. Акварель. Частное собрание
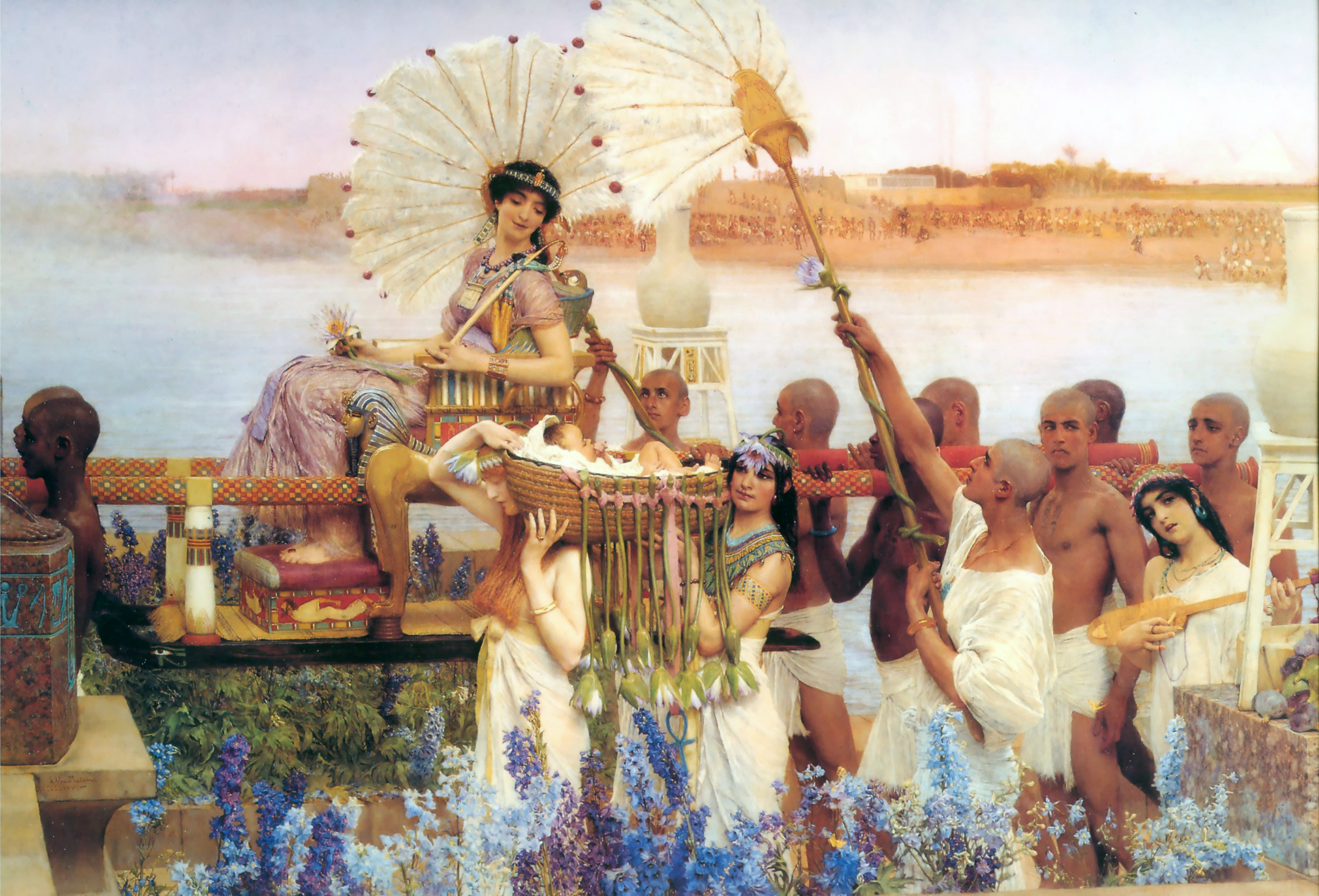
Л. Альма-Тадема. Нахождение Моисея. 1904. Холст, масло. Частное собрание
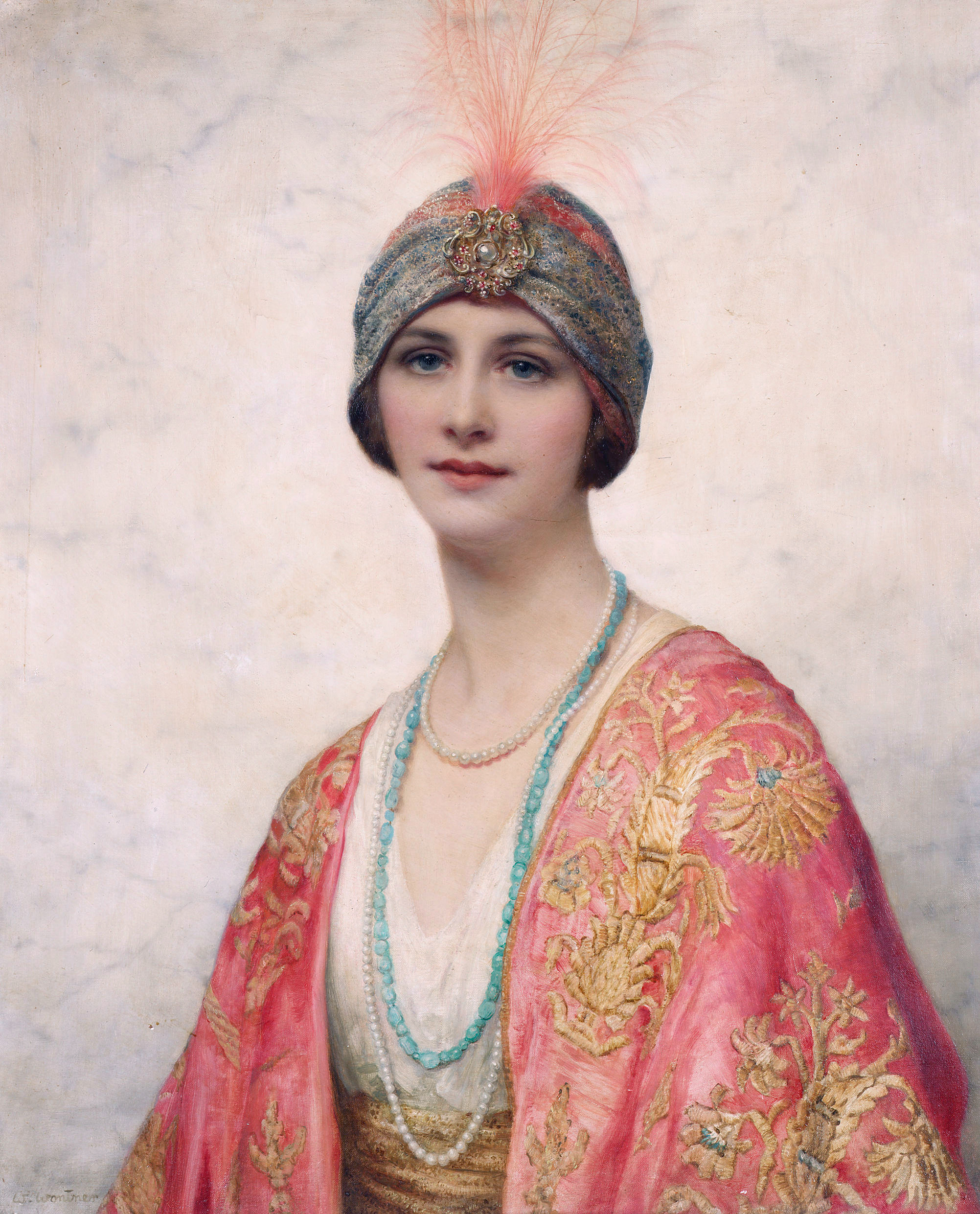
У. К. Уонтнер. Красавица в восточном костюме. 1920-е. Холст, масло. Лондон, частное собрание
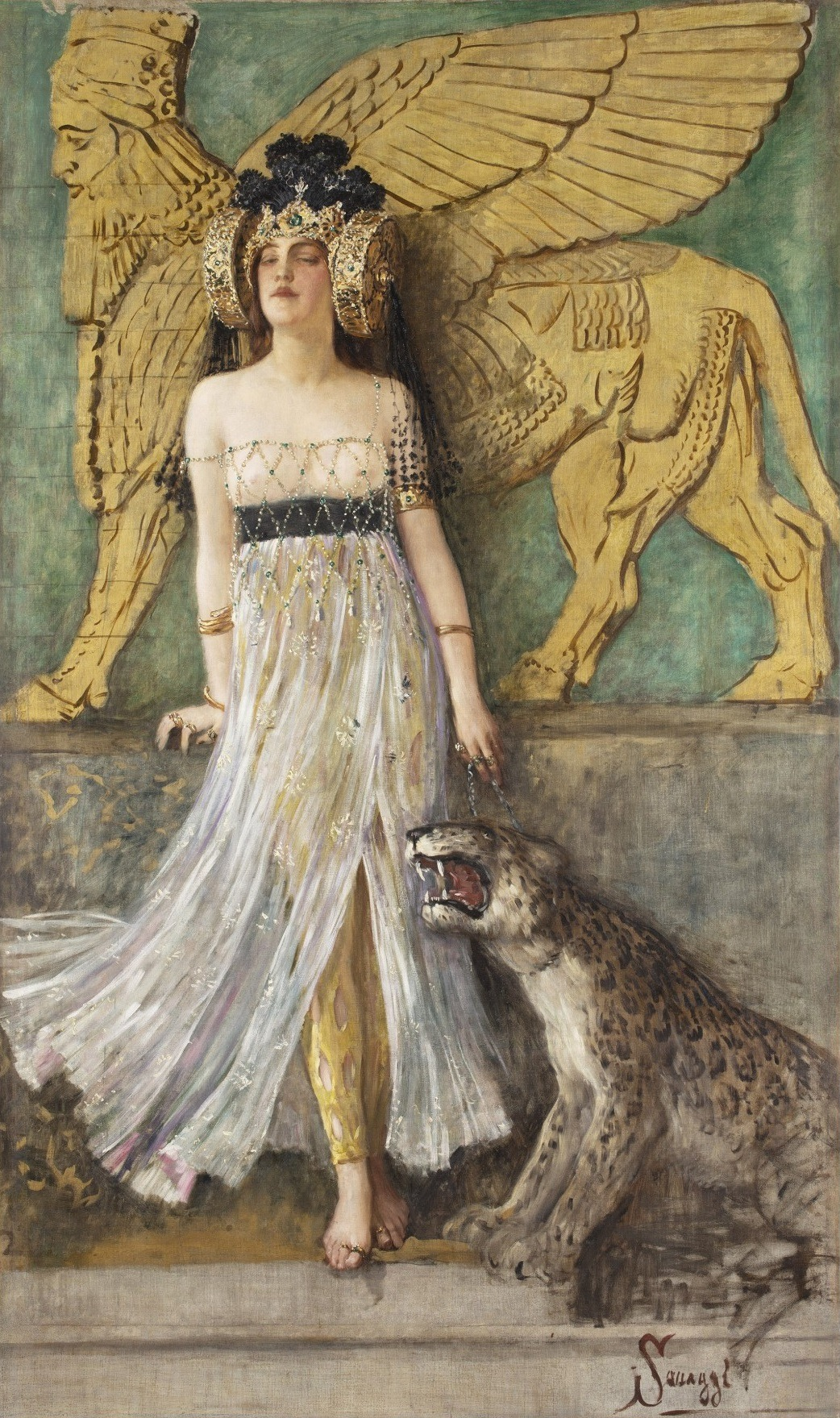
Чезаре Саккаджи. Семирамида, царица Вавилона, 1905 год.
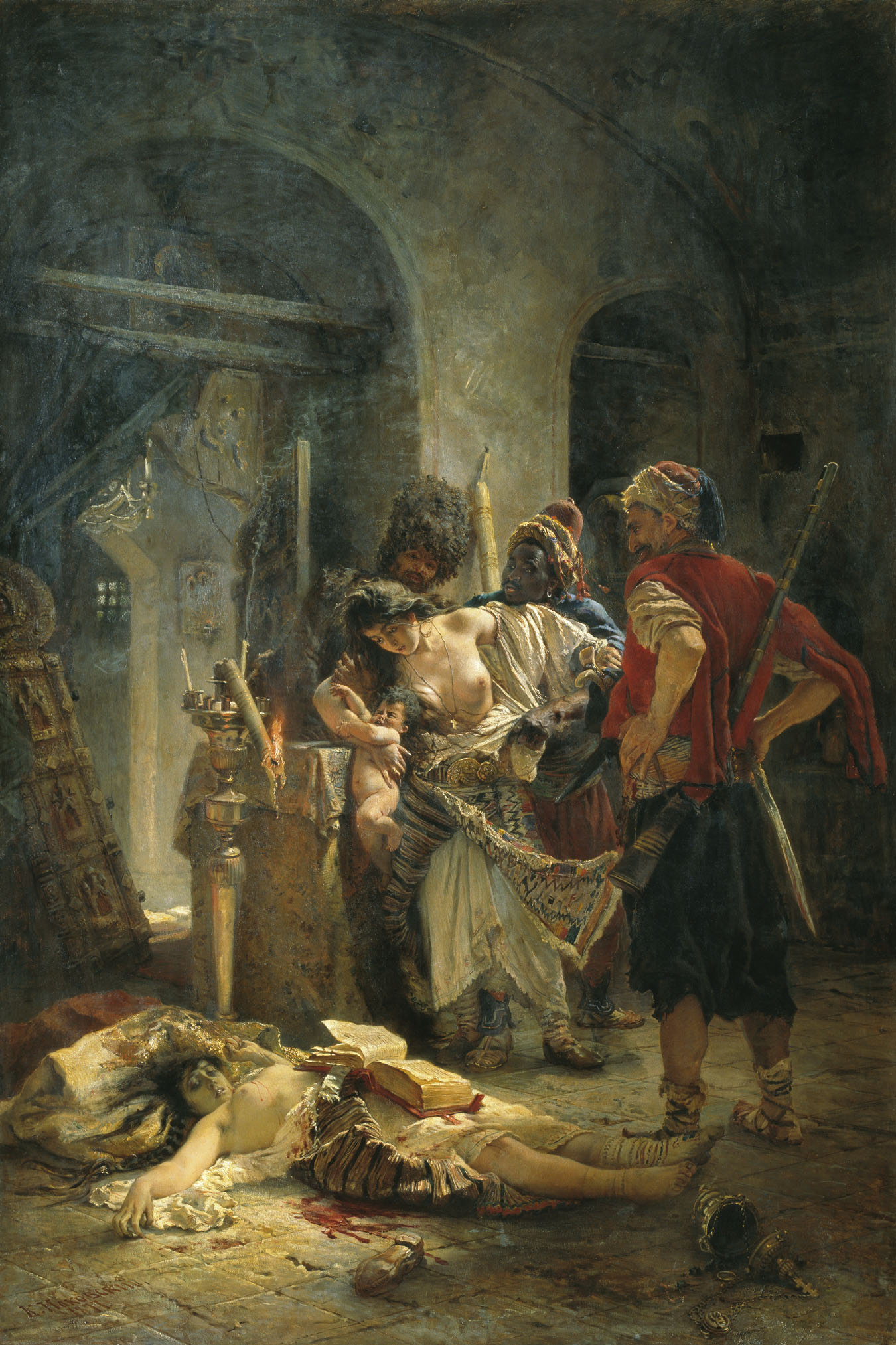
Константин Маковский. Болгарские мученицы. 1877. Холст, масло. Национальный художественный музей Республики Беларусь.
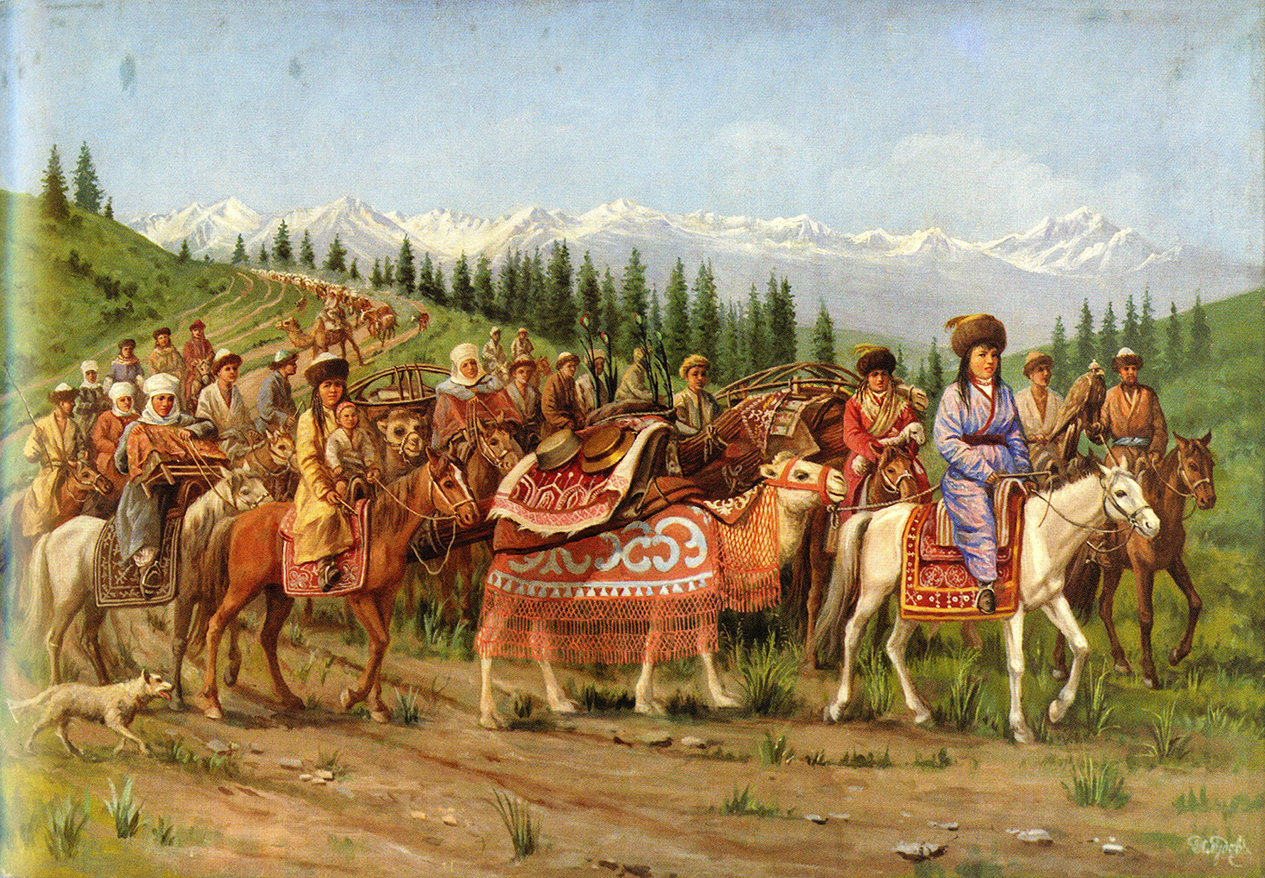
Николай Хлудов. Богатое кочевье. Середина 1880-х. Холст, масло. Центральный Государственный музей Республики Казахстан.
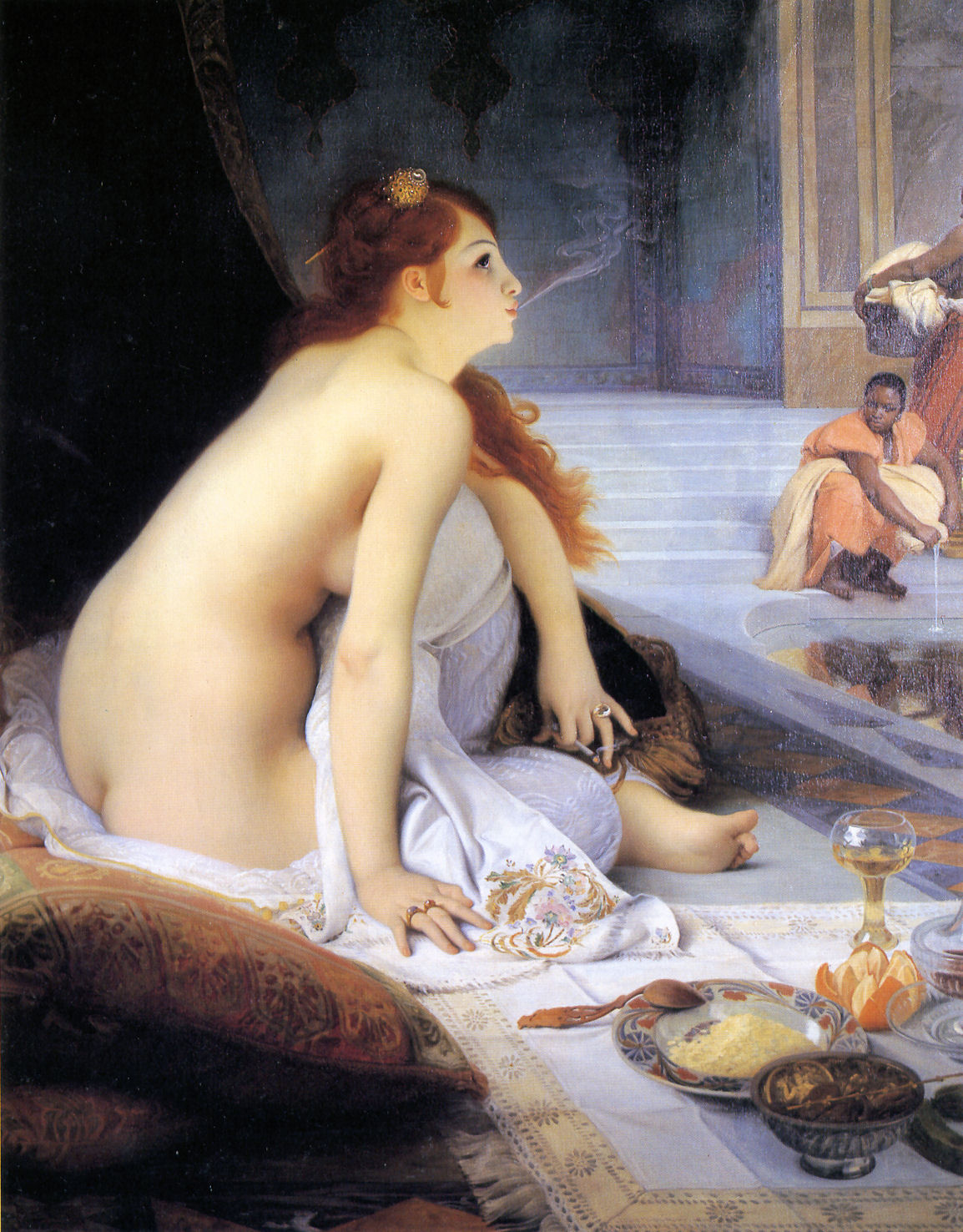
Ж. Леконт дю Нуи. Белая рабыня, 1888, Музей изящных искусств (Нант).

Влияние японской культуры, в частности гравюры укиё-э, оказало влияние на постимпрессионистов и возникновение японизма во французской живописи. Японские гравюры копировал Винсент Ван Гог. В Северную Африку, а также на Ближний Восток и в Испанию, совершил путешествие Анри Матисс. Его картины марокканской серии отличаются особенной эмансипацией цвета.
Под влиянием африканской скульптуры формировалось искусство Пабло Пикассо, немецких экспрессионистов, в частности художников группы «Мост». Под воздействием восточной эстетики формировалась теория восприятия цвета Иоганнеса Иттена в Баухаусе, а также позднейшая психологическая теория восприятия цвета, эстетика и технология цветомузыкального искусства.
Ориентализм проявляется также в книжной графике, например, в иллюстрациях М. А. Врубеля к произведениям М. Ю. Лермонтова). Ориентальные темы появлялись в творчестве художников объединений «Мир искусства» и «Голубая роза», в творчестве П. В. Кузнецова, А. В. Куприна, А. В. Ларионова, П. П. Кончаловского.
Известные живописцы и скульпторы:
- Антуан-Жан Гро, Эжен Делакруа, Теодор Жерико, Анн-Луи Жироде-Триозон, Александр-Габриэль Декан, Жан-Леон Жером, Эжен Фромантен и Ш. А. Ж. Кордье во Франции,
- Ганс Макарт в Австрии,
- Дейвид Уилки, Уильям Холман Хант, Форд Мэдокс Браун в Великобритании,
- Василий Васильевич Верещагин, мастера «Мира искусства» (прежде всего в оформлении спектаклей на «восточные» сюжеты) в России.
- См. перечень художников-ориенталистов в Категории:Художники-ориенталисты.

### Декоративно-прикладное искусство

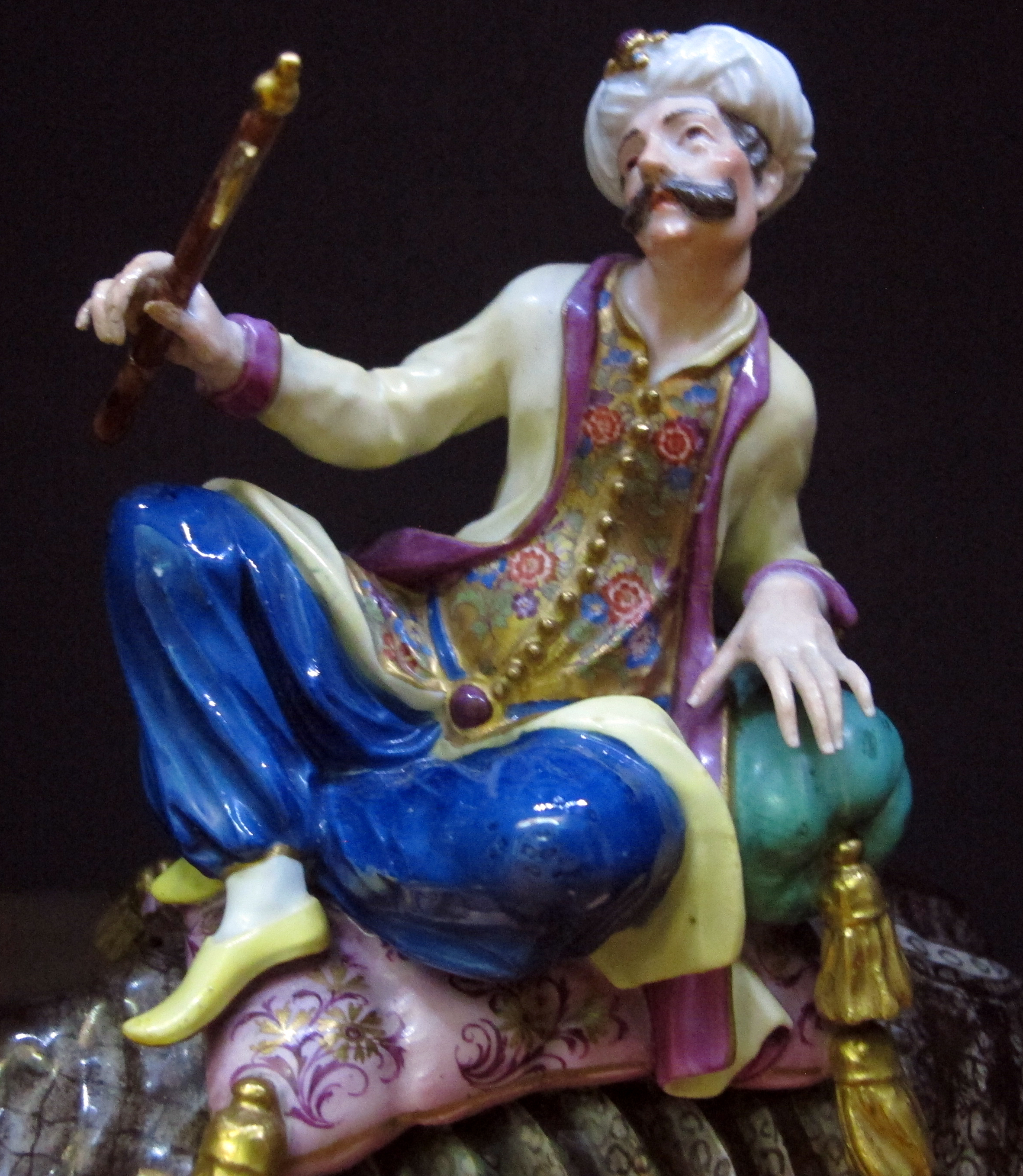
Иоганн Иоахим Кендлер. Турок на носороге. Деталь. ок. 1752. Фарфор. Майсенская фарфоровая мануфактура

Из стран Ближнего Востока заимствовали тип мягкой мебели — диван (перс. divan‎ — собрание, соединение) — мягкая мебель с валиками и подушками, на которой могли по восточному обычаю полулежать сразу несколько человек. В 1774 году князь Г. А. Потёмкин привёз из Парижа в подарок императрице Екатерина II «турецкий диван» с подушками, на котором без труда могли уместиться двенадцать человек. В городских дворцах и помещичьих усадьбах начала XIX века устраивали «диванные комнаты» для приёма гостей.
Во второй половине XIX века в моду входит (оттоманка, кушетка), курильницы, элементы костюма (халат, тюрбан как женский головной убор и феска как мужской).
Фарфоровый завод Фрэнсиса (Франца) Гарднера в Вербилках в XIX веке выпускал кружки в виде голов «турка» и «турчанки», особенно популярные в период русско-турецких войн.
В начале XX века получили распространение фотографии в стиле ориентализма, выпускавшиеся тунисской фотостудией Lehnert & Landrock.

## Словесность и философия
Можно говорить об ориентализме в творчестве такого писателя и востоковеда, как Ян Потоцкий.
Французская литература изобилует примерами разной степени тяготения к Востоку — от колониалистских настроений К. Фаррера, который, однако, далеко не всегда предстаёт исключительно как «носитель светоча европейской культуры», — до апологетики такого особого, уникального явления в европейской философии, каковое являет собой Рене Генон, в своём мировоззрении опирающийся на суфийские принципы.
В английской культуре мы наблюдаем подобную оппозицию в лице Р. Киплинга и Рамачараки (У. Аткинсона).
Восточные мотивы присутствуют в русской поэзии от В. А. Жуковского и М. Ю. Лермонтова до Н. С. Гумилёва.
С современной концепцией ориентализма, построенной на понимании этого явления, исходя из представлений принадлежащего к восточной культурной традиции мыслителя, но имеющего фундаментальное западное образование, выступает («Ориентализм», 1978) американский учёный арабского происхождения Э. В. Саид (1935—2003).

## Музыка и театр

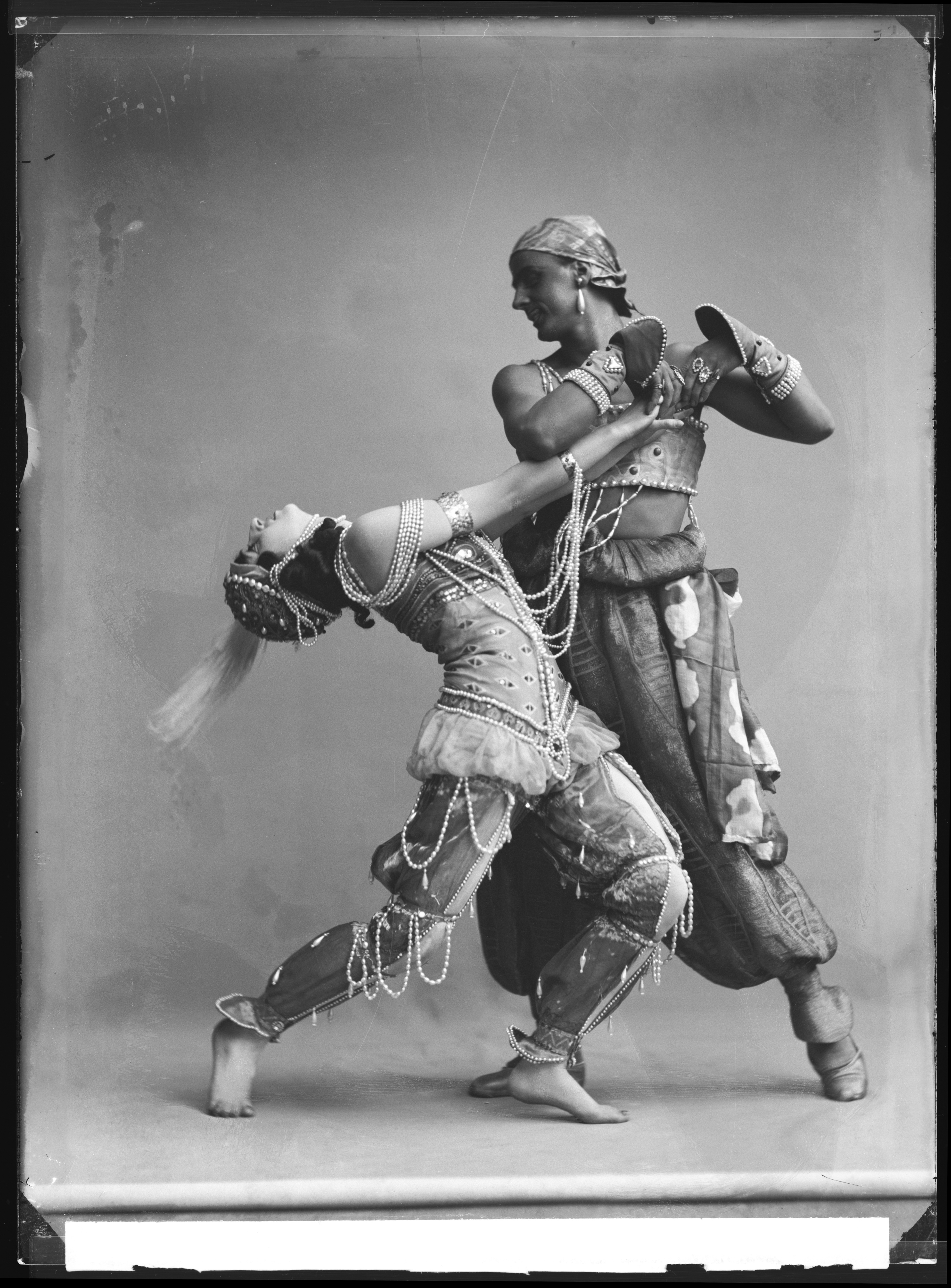
Михаил и Вера Фокины в балете Шехерезада (1914)

Присутствие тенденций и характерных восточных особенностей, наконец, тематики, можно наблюдать в музыкальной культуре Европы и Нового света, как, впрочем, и обратное: с некоторых пор светская музыка Азии в целом и арабского востока в частности испытывает воздействие западной. Заметное место ориентализм также давно и устойчиво занимает практически во всех жанрах и направлениях музыкального и театрального искусства России. В то же время, если подразумевать развитие взаимного влияния, уместно вспомнить роль в этом процессе таких деятелей, как Г. С. Лебедев.
В современной музыке очень ярко проявляется такое взаимодействие культур.

## Геральдика
Всегда настоящая тема актуальна и в рассмотрении такого синтеза нескольких направлений творчества — изобразительного и научного, каковым является геральдика, — занимает здесь особое место. И если происхождение самой европейской геральдики раньше в той или иной степени всегда связывалось с Востоком, обуславливалось рядом факторов влияния, связанных с крестовыми походами и спецификой средиземноморской политики разных периодов, мореплавания, — то в настоящее время не только ставится под сомнение, но и отрицается вообще; однако такое влияние очевидно — оно неоспоримо представлено не только значительной частью элементов гербов, — в эмблематике и символике, но, в ряде случаев, — стилистической направленностью герботворчества как такового, его изначальной иероглифической сущностью, оно самоочевидно присутствует в истоках терминологии блазонирования.